# تاتو (کالیفرنیا)
تاتو (به انگلیسی: Tatu) یک منطقهٔ مسکونی در ایالات متحده آمریکا است که در شهرستان مندوسینو، کالیفرنیا واقع شده‌است. تاتو ۲۹۶ متر بالاتر از سطح دریا واقع شده‌است.